# 45-Minuten-Rennen von Lime Rock 1981
Das 45-Minuten-Rennen von Lime Rock 1981, auch Coca-Cola 400 (Camel GTU), Lime Rock Park, fand am 24. Mai dieses Jahres im Lime Rock Park statt und war der achte Lauf der IMSA-GTP-Serie 1981. Es zählte nur zur Wertung der GTU-Klasse.

## Das Rennen
Zum dritten Mal in dieser Saison fand im Rahmenprogramm eines IMSA-GTP-Rennens ein GTU-Wertungslauf statt. Nach seinem Erfolg beim 45-Minuten-Rennen von Road Atlanta sicherte sich Walt Bohren seinen zweiten Saisonsieg.

## Ergebnisse

### Schlussklassement
| 1           | GTU    | 98 | Kent Racing           | Walt Bohren        | Mazda RX-7           | 47 |
| 2           | GTU    | 98 | Kent Racing           | Lee Mueller        | Mazda RX-7           | 47 |
| 3           | GTU    | 85 | Logan Blackburn       | Logan Blackburn    | Datsun 280ZX         | 47 |
| 4           | GTU    | 47 |                       | Jim Mullen         | Mazda RX-7           | 47 |
| 5           | GTU    | 95 | Leitzinger Racing     | Bob Leitzinger     | Datsun 280ZX         | 47 |
| 6           | GTU    | 82 | Trinity Racing        | Jim Cook           | Mazda RX-7           | 46 |
| 7           | GTU    | 01 | Roehrig Racing        | Kurt Roehrig       | BMW 320i             | 46 |
| 8           | GTU    | 38 | Jim Fitzgerald        | Jim Fitzgerald     | Datsun 280ZX         | 46 |
| 9           | GTU    | 23 | Raytown Datsun        | Frank Carney       | Datsun 280ZX         | 46 |
| 10          | GTU    | 32 | Alderman Datsun       | George Alderman    | Datsun 240Z          | 45 |
| 11          | SP GP2 | 18 | Rob Dyson             | Rob Dyson          | Datsun 200SX         | 45 |
| 12          | GTU    | 74 | Numismatic Resources  | Randy Pollock      | Mazda RX-7           | 45 |
| 13          | SP GP2 | 63 |                       | William Coykendall | Datsun 200SX         | 44 |
| 14          | SP GP2 | 61 |                       | Donald Anderson    | Datsun 510           | 44 |
| 15          | GTU    | 84 |                       | Bob Speakman       | Datsun 240Z          | 43 |
| Ausgefallen |        |    |                       |                    |                      |    |
| 16          | SP GP2 | 93 | David Frellsen        | David Frellsen     | Datsun 510           | 44 |
| 17          | GTU    | 77 |                       | Patrick Jacquemart | Renault Le Car Turbo | 37 |
| 18          | GTU    | 22 | Personalized Autohaus | Wayne Baker        | Porsche 914/4        | 35 |
| 19          | GTU    | 62 | Kegel Enterprises     | Bill Koll          | Porsche 911          | 7  |
| 20          | SP GP2 | 21 |                       | Thomas Howen       | Datsun 200SX         | 7  |

### Nur in der Meldeliste
Zu diesem Rennen sind keine weiteren Meldungen bekannt.

### Klassensieger
| Klasse | Fahrer      | Fahrzeug     | Platzierung im Gesamtklassement |
| ------ | ----------- | ------------ | ------------------------------- |
| GTU    | Walt Bohren | Mazda RX-7   | Gesamtsieg                      |
| SP GP2 | Rob Dyson   | Datsun 200SX | Rang 11                         |

### Renndaten
- Gemeldet: 20
- Gestartet: 20
- Gewertet: 15
- Rennklassen: 2
- Zuschauer: unbekannt
- Wetter am Renntag: unbekannt
- Streckenlänge: 2,462 km
- Fahrzeit des Siegerteams: 0:45:57,598 Stunden
- Gesamtrunden des Siegerteams: 47
- Gesamtdistanz des Siegerteams: 115,728 km
- Siegerschnitt: 151,080 km/h
- Pole Position: unbekannt
- Schnellste Rennrunde: Logan Blackburn – Datsun 280ZX (#85) – 0:57,170 – 155,051 km/h
- Rennserie: 8. Lauf zur IMSA-GTP-Serie 1981